# سانتاونتیا (کالیفرنیا)
سانتاونتیا (به انگلیسی: Santa Venetia) یک منطقهٔ مسکونی در ایالات متحده آمریکا است که در شهرستان مارین، کالیفرنیا واقع شده‌است. سانتاونتیا ۹٫۵۳۱ کیلومتر مربع مساحت و ۴٬۲۹۲ نفر جمعیت دارد و ۱۷ متر بالاتر از سطح دریا واقع شده‌است.